# Westindische Frangipani
Die Westindische Frangipani (Plumeria alba) ist eine Pflanzenart aus der Gattung Plumeria in der Familie der Hundsgiftgewächse (Apocynaceae).

## Beschreibung

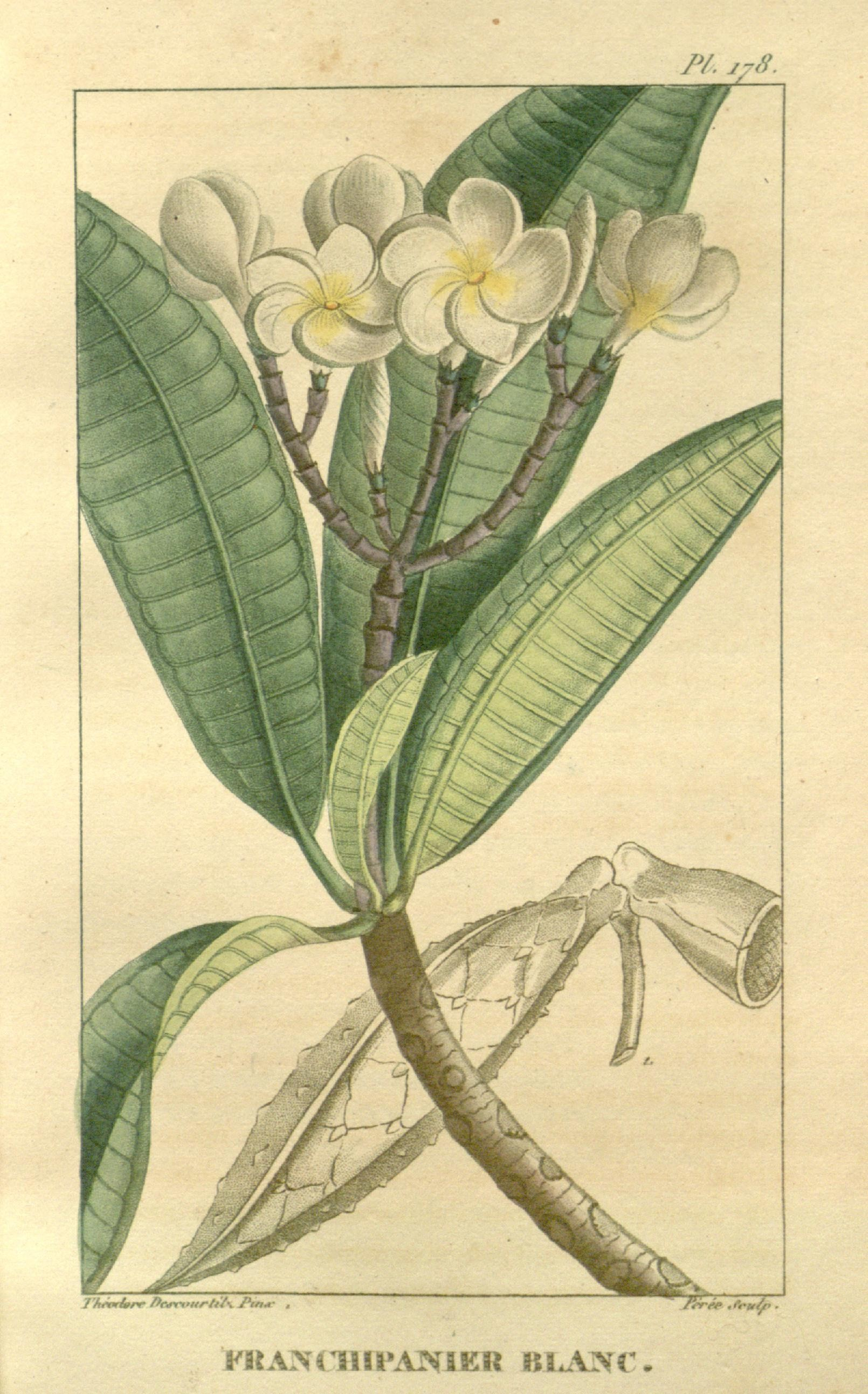
Illustration aus Flore médicale des Antilles, ou, Traité des plantes usuelles, 1827, Tafel 178

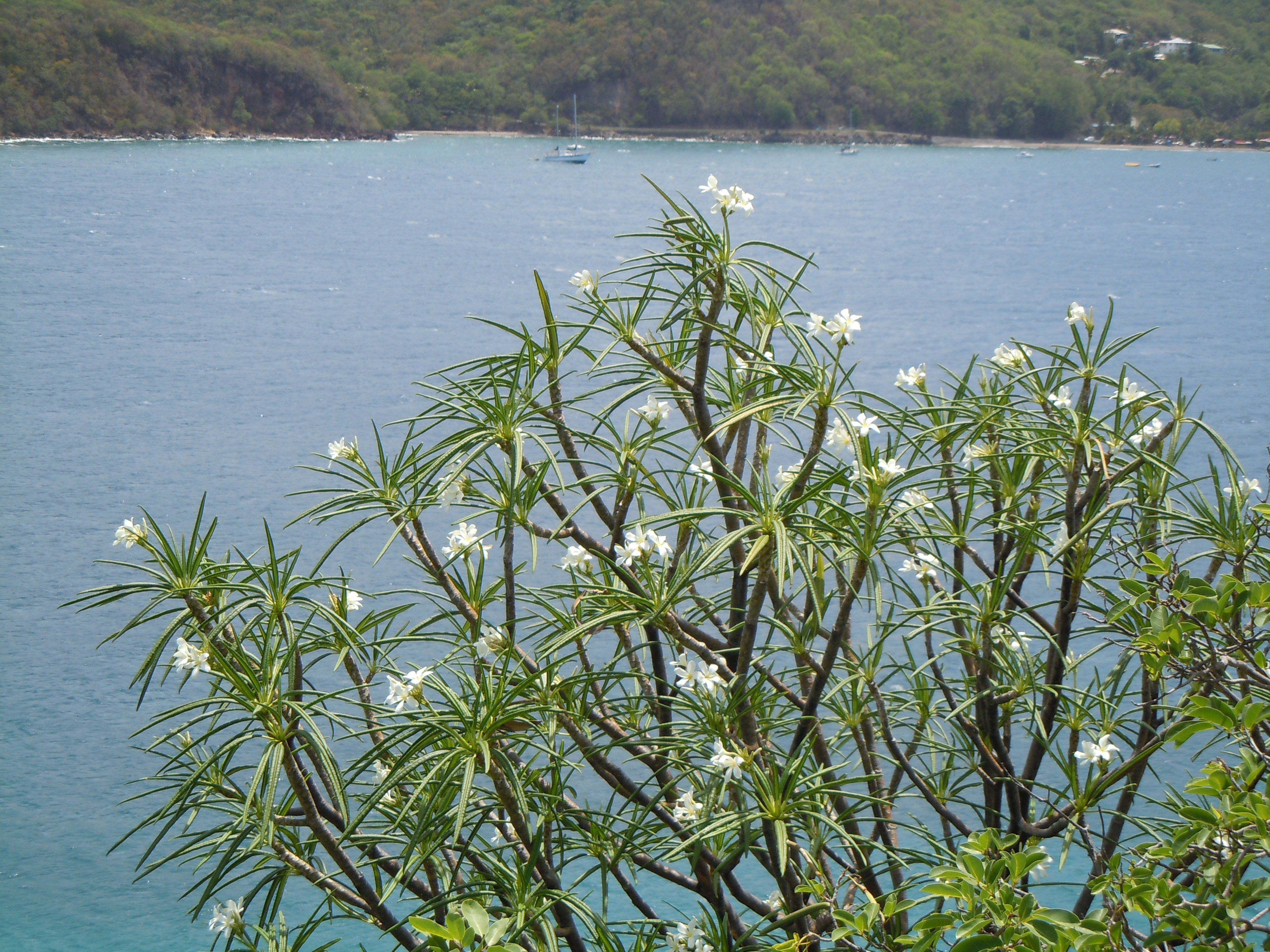
Habitus, Laubblätter und Blüten

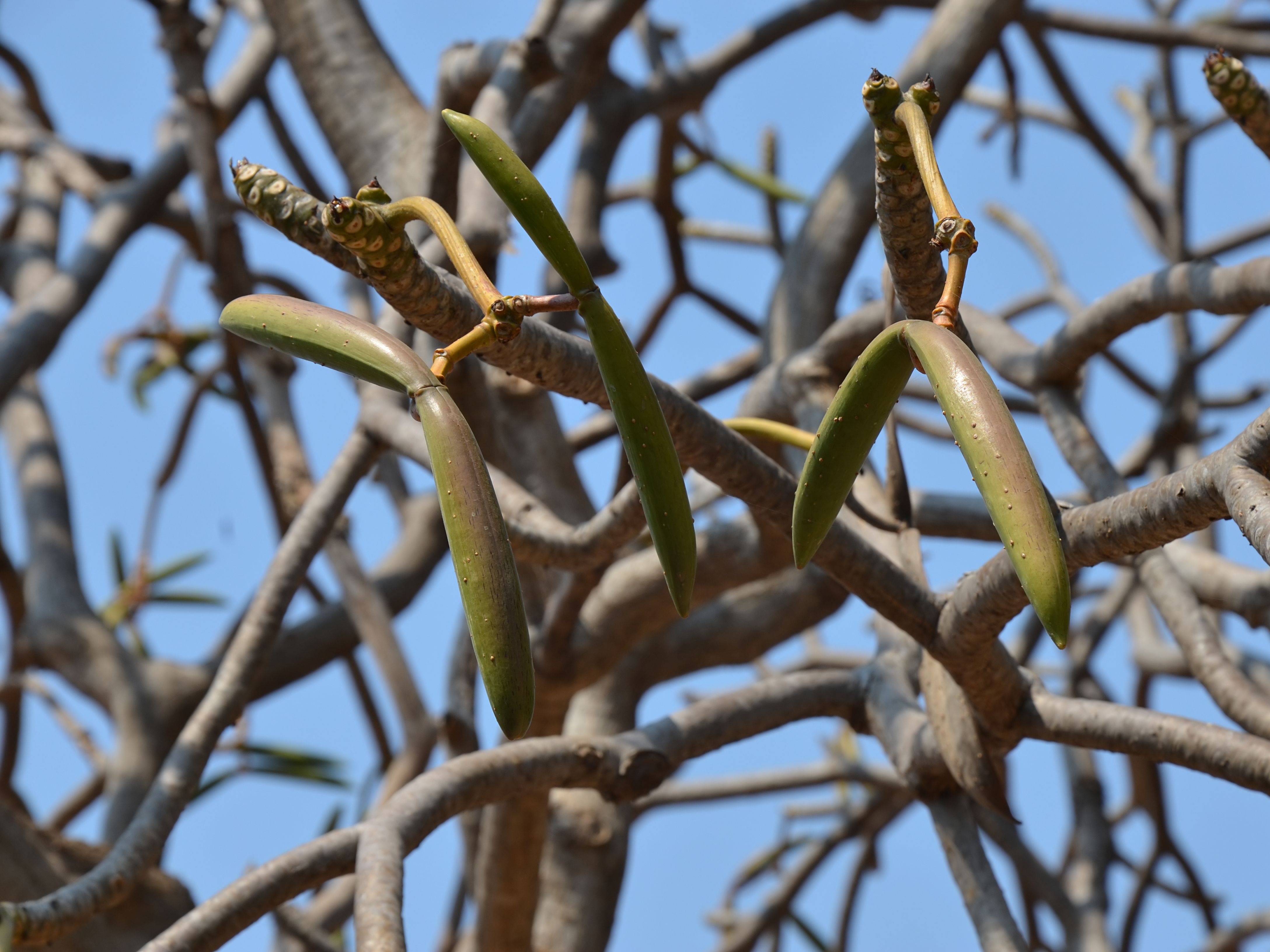

### Vegetative Merkmale
Die Westindische Frangipani wächst als laubabwerfender, bis zu 10 Meter hoher Baum mit einem Stammdurchmesser von bis zu 10 Zentimetern oder als Strauch. Die Rinde seiner kräftigen Zweige ist grünlich bis bräunlich.
Die dicken, nahezu ledrigen Laubblätter sind 15 bis 38 Zentimeter lang und nur 1,5 bis 5 Zentimeter breit. Nach vorn hin sind sie zugespitzt oder stumpf, die Basis ist eingeengt. Die Oberseite ist kahl, die Unterseite ist mit weißlichen Trichomen besetzt, kann aber auch unbehaart und netzartig geädert sein. Der Blattrand ist stark umgebogen.

### Generative Merkmale
Die kompakten Blütenstände enthalten mehrere bis viele Blüten. Die Blütenstandsachsen sind 1 bis 4 Zentimeter lang. Die Blütenstiele sind kräftig, kahl und bis zu 2 Zentimeter lang.
Die zwittrigen Blüten sind radiärsymmetrisch und fünfzählig mit doppelter Blütenhülle. Der 2 bis 3 Millimeter lang Kelch endet mit gerundeten Kelchlappen. Die Krone ist weiß gefärbt und besitzt in der Mitte ein gelbes Zentrum. Die Kronröhre ist 2 Zentimeter lang, und die Kronlappen sind bei einer Länge von etwa 3 Zentimetern verkehrt-eiförmig mit gerundetem oberen Ende.
Die Balgfrüchte weisen eine Länge von 10 bis 15 Zentimetern sowie einen Durchmesser von etwa 1,5 Zentimetern auf.
Die Chromosomenzahl beträgt 2n = 36 oder 54.

## Vorkommen
Plumeria alba kommt nur auf den Westindischen Inseln vor. Es gibt Fundortangaben auf den Großen Antillen nur Puerto Rico; von den Kleinen Antillen: Anguilla, Antigua, Guadeloupe, Grenada, Barbados, Barbuda, Dominica, den Grenadinen, Maria Galante, Martinique, Saba, St. Barthelemy, St. Eustatius, St. Lucia, St. Martin, St. Vincent; von den Virgin Islands (Anegada, Guana Islands, Jost van Dyke, St. Croix, St. John, St. Thomas, Tortola, Virgin Gorda).
Plumeria alba wächst an trockenen bis feuchten Standorten in küstennahen Dickichten und an Berghängen in niedrigen Höhenlagen.

## Taxonomie
Die Erstveröffentlichung von Plumeria alba erfolgte 1753 durch Carl von Linné in Species Plantarum. Tomus I, Seite 210.

## Nutzung
Plumeria alba wird in Gebieten der USDA-Klimazonen: 10b bis 11 oder bis 12 als Zierpflanze in Parks und Gärten verwendet. Die Temperaturen sollen 1,7 °C nicht unterschreiten. In anderen Gebieten kann man sie als Kübelpflanze frostfrei überwintern. Plumeria alba ist beispielsweise in Hawaii häufiger zu finden.